# Witte stof

Doorsnede van halswervel
grijze stof
1 voorhoorn
2 achterhoorn
3 commisura grisea
witte stof
4 voorstreng
5 zijstreng
6 achterstrengen
7 commisura alba anterior
8 fissura mediana anterior
9 sulcis medianus posterior
10 centraal kanaal
spinale zenuwen
11 voorste wortel
12 achterste wortel
13 ganglion spinale

De witte stof of Latijn: substantia alba is het deel van het centrale zenuwstelsel dat de axonen, de gemyeliniseerde neurieten, bevat. De neurieten zijn de uitlopers van zenuwcellen. Deze axonen of zenuwvezels verbinden de verschillende hersengebieden met grijze stof met elkaar en geleiden de zenuwimpulsen tussen neuronen. De witte stof in de hersenen en in het ruggenmerg bevat geen dendrieten. Deze zijn alleen in grijze stof aanwezig, samen met zenuwcellichamen en kortere axonen. De witte kleur is het gevolg van de myelinescheden van de zenuwvezels.
In het ruggenmerg ligt de witte stof aan de buitenkant van de grijze stof. Hier wordt zij onderverdeeld in een voorstreng, de funiculus ventralis of anterior, een zijstreng, de funiculus lateralis, en een van de achterstrengen, de funiculus dorsalis of posterior.
In de hersenen wordt de witte stof door grijze stof omgeven. Hier bevinden zich twee soorten witte stof. De eerste soort witte stof zijn de verbindingen tussen de gebieden in de hersenschors die naast elkaar liggen en wordt subcorticale witte stof genoemd. De andere soort witte stof in de hersenen verbindt delen van de hersenen die verder van elkaar liggen en heet periventriculaire witte stof. Dit komt doordat deze banen onder andere rondom de hersenventrikels liggen. Wel bevinden zich binnen de witte stof kleine gebieden met grijze stof, de nuclei.
De witte stof kan gezien worden als de delen van het zenuwstelsel die verantwoordelijk zijn voor informatieoverdracht, terwijl de grijze stof met name te maken heeft met informatieverwerking. Veranderingen in witte stof worden in verband gebracht met de ziekte van Alzheimer en andere neuro-degeneratieve aandoeningen, maar treden ook als gevolg van ouderdom op.

## Wittestofbanen

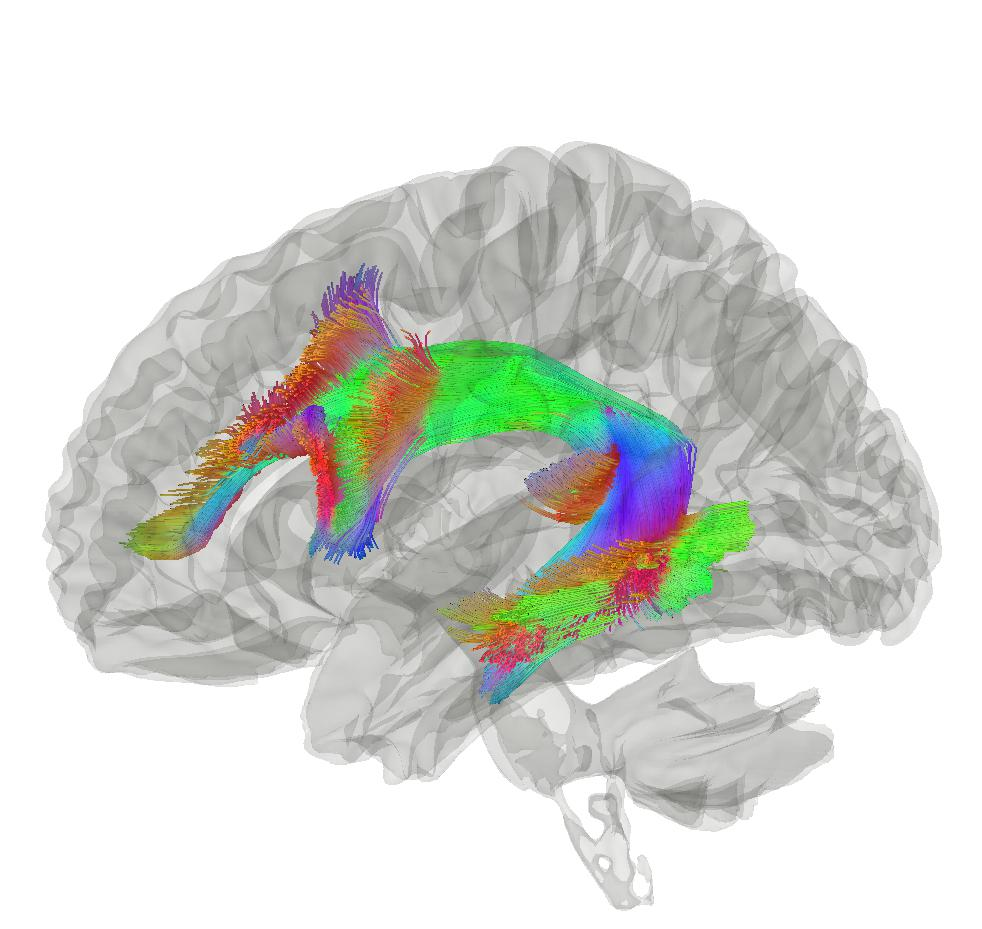
Fasciculus arcuatus

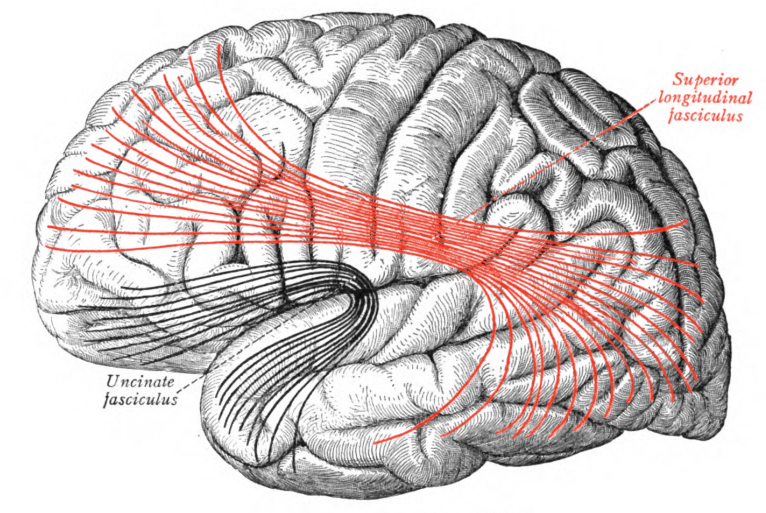
Fasciculus longitudinalis superior en fasciculus uncinatus

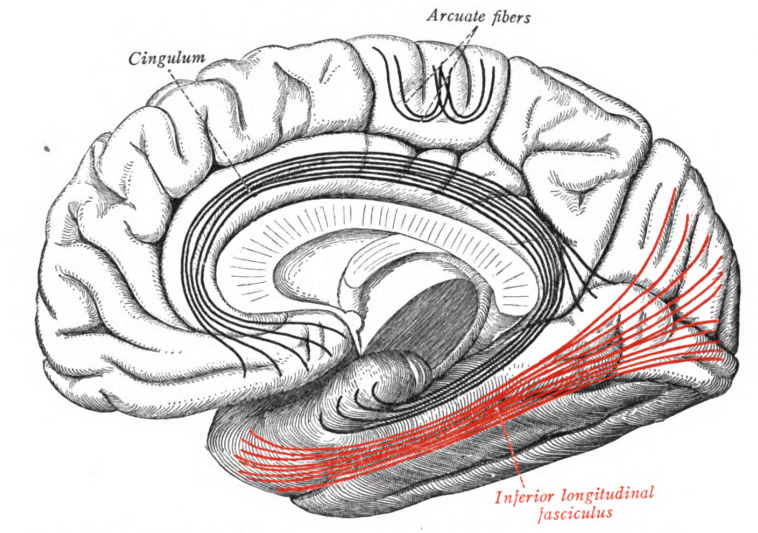
Fasciculus longitudinalis inferior

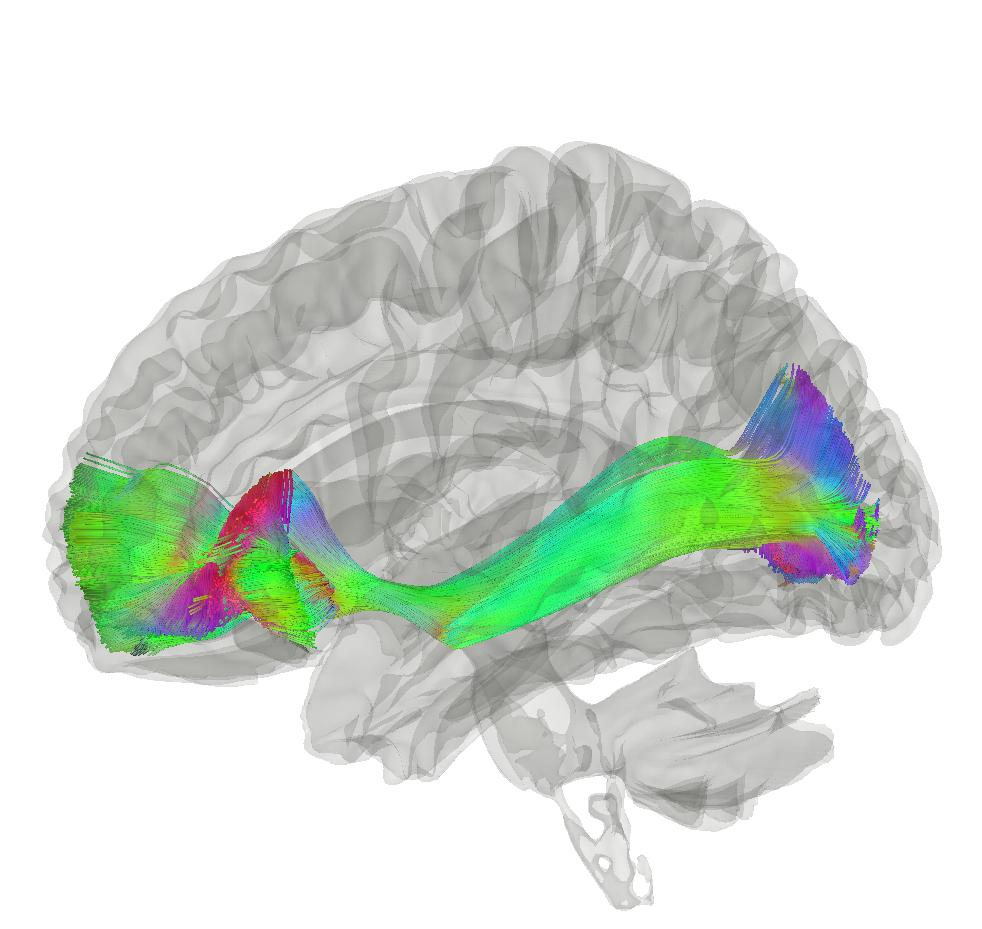
Fasciculus frontooccipitalis inferior

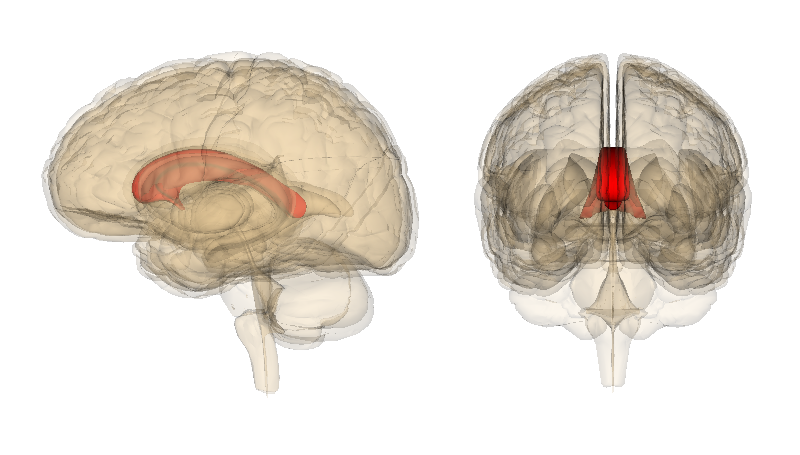
Corpus callosum

De axonen van de witte stof liggen gebundeld in banen. Er zijn drie categorieën wittestofbanen:
1. projectiebanen
2. associatiebanen en
3. commissurale banen.[1]

### Projectiebanen
Projectiebanen verbinden corticale gebieden met het centrale zenuwstelsel. We onderscheiden efferente banen, de hersenen sturen via deze banen het lichaam aan, en afferente banen. Sensorische informatie wordt vanuit het lichaam via de afferente banen naar de hersenen gestuurd.

### Associatiebanen
De associatiebanen verbinden corticale gebieden binnen dezelfde hemisfeer met elkaar. Vijf grote associatiebanen worden hieronder besproken.

#### Fasciculus arcuatus
De fasciculus arcuatus verbindt de frontale en temporale gebieden. Meer specifiek verbindt de fasciculus arcuatus het centrum van Broca met het centrum van Wernicke. Deze gebieden zijn cruciaal in respectievelijk het produceren van taal en het begrijpen van taal. Schade aan de fasciculus arcuatus gaat gepaard met geleidingsafasie. Bij geleidingsafasie kunnen patiënten taal begrijpen en produceren, maar zij kunnen niet herhalen wat zij net hoorden.

#### Fasciculus longitudinalis superior
De fasciculus longitudinalis superior verbindt de frontale schors, occipitale schors, temporale schors en pariëtale schors. De fasciculus longitudinalis superior kan opgesplitst worden in drie grote componenten. De eerste component verbindt de pariëtale schors met de frontale schors, de premotorische schors in het bijzonder. Deze baan loopt dorsaal. Deze wordt geassocieerd met controle van beweging. De tweede component is de grootste component van de fasciculus longitudinalis superior. Deze baan verbindt de pariëtale schors met de dorsolaterale prefrontale schors en is belangrijk in visueel-ruimtelijke aandacht. De derde component is een ventrale baan die de pariëtale schors verbindt met de frontale schors, de prefrontale en premotorisch gebieden. Deze component wordt geassocieerd met articulatie. Bij sommige opsplitsingen wordt de fasciculus arcuatus ook als een deel van de fasciculus longitudinalis superior beschouwd.

#### Fasciculus uncinatus
De fasciculus uncinatus is een U-vormige baan die de frontale schors verbindt met de temporale schors. De fasciculus uncinatus heeft belangrijke verbindingen met het limbische systeem, zoals de gyrus parahippocampalis en de amygdala. Deze gebieden zijn van belang bij respectievelijk geheugen en emoties. De fasciculus uncinatus wordt geassocieerd met sociale en emotionele verwerking, geheugen en taalverwerking. Schade aan de fasciculus uncinatus gaat gepaard met neuropsychiatrische stoornissen, zoals depressie, schizofrenie en angststoornissen, maar ook geheugenproblemen worden bij schade aan de fasciculus uncinatus gerapporteerd.

#### Fasciculus longitudinalis inferior
De fasciculus longitudinalis inferior verbindt de temporale schors met de occipitale schors. Schade aan deze baan gaat gepaard met visuele stoornissen, zoals agnosie, prosopagnosie en visuele amnesie.

#### Fasciculus frontooccipitalis inferior
Zoals de naam doet vermoeden, verbindt de fasciculus frontooccipitalis inferior de frontale gebieden met de occipitale gebieden. De fasciculus frontooccipitalis inferior speelt een belangrijke rol bij semantische verwerking en integratie van auditieve en visuele informatie.

### Commissurale banen
De commissurale banen verbinden de twee hemisferen met elkaar. De bekendste commissurale baan is het corpus callosum. Het corpus callosum verbindt de linker hemisferische cortex met de rechter hemisferische cortex.